# Richard Osman
Richard Thomas Osman (ur. 28 października 1970 w Billericay, hrabstwo Essex w Anglii) – brytyjska osobowość telewizyjna, prezenter i producent telewizyjny, autor powieści kryminalnych i sensacyjnych.

## Życiorys
Dorastał w Haywards Heath w hrabstwie West Sussex. Uczęszczał do Warden Park School w Cuckfield, a następnie od 1989 do 1992 studiował socjologię i politologię w Trinity College na Uniwersytecie Cambridge.
Początkowo pracował jako producent wykonawczy (ang. executive producer) teleturniejów wyświetlanych w brytyjskiej telewizji. W latach 1999–2020 pełnił funkcję dyrektora kreatywnego brytyjskiego oddziału firmy Endemol. Do ok. 40. roku życia nie występował przed kamerą, jednak później zdobył popularność jako współprowadzący stworzonego przez siebie teleturnieju Pointless, wyświetlanego w telewizji BBC One. Występował w nim z Alexandrem Armstrongiem od 2009 do rezygnacji z uczestnictwa w programie w 2022; w tym czasie nagrał przeszło 1300 odcinków w trzydziestu sezonach. W 2017 stworzył również teleturniej Richard Osman’s House of Games, emitowany przez telewizję BBC Two.
W 2020 zadebiutował jako powieściopisarz książką Czwartkowy Klub Zbrodni, która stała się pierwszym tomem cyklu powieści pod tym samym tytułem. Powieść odniosła międzynarodowy sukces i do 2023 sprzedano pięć milionów egzemplarzy książek należących do cyklu. W 2024 Osman opublikował powieść We Solve Murders, pierwszą część nowego cyklu kryminałów, która również znalazła się na listach bestsellerów. W 2025 Czwartkowy Klub Zbrodni został zekranizowany w reżyserii Chrisa Columbusa z udziałem Helen Mirren, Pierce’a Brosnana, Bena Kingsleya i Celii Imrie (planowana premiera 25 sierpnia 2025).

## Rodzina i życie prywatne
Syn Davida Osmana i Brendy White, z zawodu nauczycielki. Ma dwoje dorosłych dzieci z pierwszego małżeństwa (Ruby, ur. 1998, i Sonny, ur. 2000), które zakończyło się rozwodem w 2007. 3 grudnia 2022 zawarł związek małżeński z brytyjską aktorką Ingrid Oliver. Jego brat, Mat Osman, trzy lata starszy, jest basistą brytyjskiego zespołu rockowego Suede.
Richard Osman od dzieciństwa cierpi na oczopląs, podobnie jak jego matka (lecz nie brat), co utrudnia mu występy w telewizji, gdyż nie może czytać tekstów z telepromptera i musi opanować je pamięciowo lub improwizować. Ma sześć stóp i siedem cali wzrostu (201 cm).

## Publikacje książkowe

### Powieści kryminalne

#### CyklCzwartkowy Klub Zbrodni
- Czwartkowy Klub Zbrodni(inne języki) (The Thursday Murder Club, 2020, ISBN 978-0-241-42544-2), wyd. polskie 2023, przeł. Anna Rajca-Salata, ISBN 978-83-268-4285-6
- Człowiek, który umarł dwa razy(inne języki) (The Man Who Died Twice, 2021, ISBN 978-0-241-42542-8), wyd. polskie 2023, przeł. Olga Mysłowska, ISBN 978-83-268-4284-9
- Kula, która chybiła (The Bullet That Missed, 2022, ISBN 978-0-593-29939-5), wyd. polskie 2023, przeł. Olga Mysłowska, ISBN 978-83-268-4367-9
- Ostatni gasi światło (The Last Devil to Die, 2023, ISBN 978-0-241-51244-9), wyd. polskie 2024, przeł. Olga Mysłowska, ISBN 978-83-268-4481-2

#### CyklWe Solve Murders
- We Solve Murders (2024, ISBN 978-0-241-60837-1)

### Książki non-fiction
- The 100 Most Pointless Arguments in the World (2013, wraz z Alexandrem Armstrongiem, ISBN 978-1-4447-6209-9)
- The Very Pointless Quiz Book (2015, wraz z Alexandrem Armstrongiem, ISBN 978-1-4447-8274-5)
- The A–Z of Pointless. A Brain-Teasing Bumper Book of Questions and Trivia (2016, wraz z Alexandrem Armstrongiem, ISBN 978-1-4447-8274-5)
- A Pointless History of the World (2017, wraz z Alexandrem Armstrongiem, ISBN 978-1-4736-2324-8)
- The World Cup of Everything (2018, ISBN 978-1-4736-6727-3)
- Richard Osman’s House of Games. 1,054 Questions to Test Your Wits, Wisdom and Imagination (2019, wraz z Alanem Conorem(inne języki), ISBN 978-1-78594-462-8)[4]
- Richard Osman’s House of Games. 101 New & Classic Games from the Hit BBC Series (2020, ISBN 978-1-4447-8277-6)